# Weinmannia aggregata
Weinmannia aggregata är en tvåhjärtbladig växtart som beskrevs av Z.S.Rogers & J.Bradford. Weinmannia aggregata ingår i släktet Weinmannia och familjen Cunoniaceae. Inga underarter finns listade i Catalogue of Life.